# Baróthy Károly
Baróthy Károly (angolul: Charles Barothy) (Nagyvárad, 1846. – Omaha, Nebraska, 1944.) magyar származású amerikai farmer, az amerikai polgárháború egyik közkatonája.

## Életútja
A világosi fegyverletétel után szüleivel együtt vándorolt ki az Amerikai Egyesült Államokba. A család Omahában, Nebraska államban telepedett meg. Baróthy Károly 18 éves farmerfiú volt, amikor 1864 február 18-án beállt az unionisták oldalán az 1. számú lovas zászlóalj „B” századába, később az 1. számú nebraskai lovas ezred „G” századába helyezték át. Három évet szolgált mint közlegény az amerikai polgárháborúban, 1866 januárjában szerelt le. Egy alkalommal tagja volt egy katonai expedíciónak, amelyet ellenséges indiánok ellen küldtek, Baróthy tehát azon kevés számú amerikai magyar katonák egyike, akik indiánok ellen is harcoltak.
A polgárháború után feleségével együtt Omahában (Nebraska) élt, különböző üzleti vállalkozásokban vett részt. Idős korában katonai nyugdíjat kapott az amerikai kormánytól. 1938-ban az amerikai kormány találkozóra hívta az északi és a déli hadseregek veteránjait a gettysburgi csata 75. évfordulója alkalmából a pennsylvániai Gettysburgba, erre a találkozóra Baróthy Károly is elment.